# سلاووشوو
سلاووشوو (به چکی: Slavošov) یک منطقهٔ مسکونی در جمهوری چک است که در ناحیه کوتنا هورا واقع شده‌است. سلاووشوو ۷٫۵۹ کیلومتر مربع مساحت و ۱۶۲ نفر جمعیت دارد.